# José Luis González Marcos

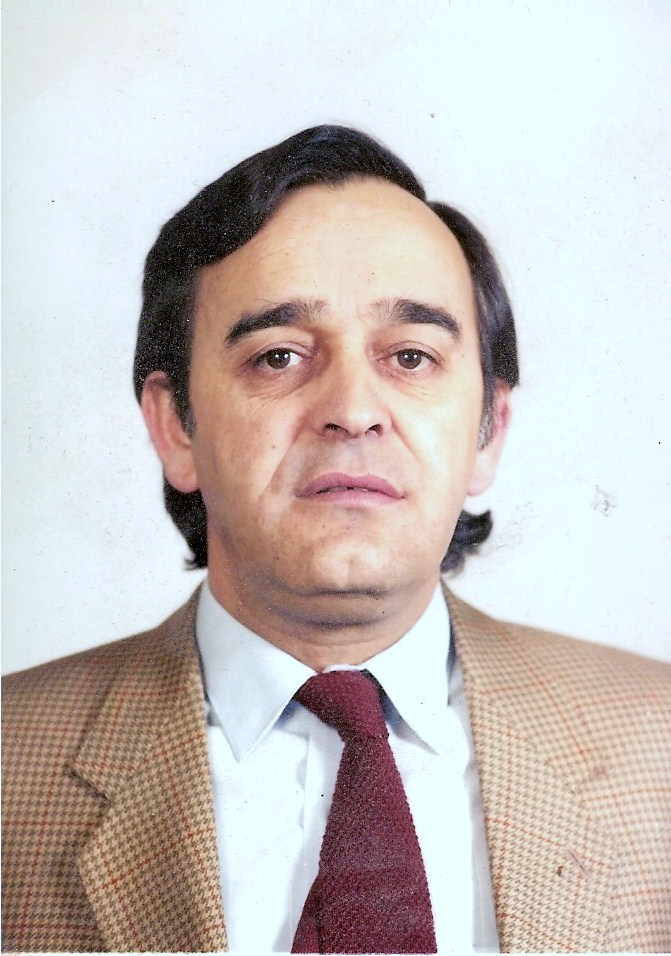
González Marcos

José Luis González Marcos (Salamanca, 29 de marzo de 1938 - ibíd., 1 de enero de 2001) fue un industrial y político español.
Miembro del Partido Socialista Obrero Español (PSOE) del interior durante la dictadura franquista, dirigente de la formación en la clandestinidad en la provincia de Salamanca, fue delegado al XIII Congreso del PSOE, conocido como Congreso de Suresnes, celebrado en el exilio y en el que asumió el liderazgo Felipe González. Secretario general del PSOE salmantino en los primeros años de la Transición democrática, fue elegido diputado al Congreso por la circunscripción de Salamanca en la Legislatura Constituyente (1977-1979). En las tres convocatorias electorales siguientes (1979, 1982 y 1986) fue elegido senador, también por Salamanca, donde fue miembro, entre otras, de las comisiones de Industria y de asuntos Iberoamericanos en dos de los mandatos.